# Culebra (náutica)
En náutica, se llama culebra a diferentes tipos de cabos o cuerdas que sirven para aferrar piezas del barco: 
- Cabo largo con que a veces se enverga una cangreja a su palo en la misma forma de vueltas espirales.
- Otra cuerdecita larga que se pasa y afirma serpenteando entre dos cabos cualesquiera, como obenques, brandales, estayes etc., para que si el uno falta quede colgando y no caiga.
- Otra cuerdecita con que se unen los toldos, pasándola alternativamente por los ojetes que tienen hechos a este fin. En todos estos casos o acepciones se llama también pasadera.
- Cabo de proporcionado grueso, que pasado de trecho en trecho por unas argollas, ciñe los costados del buque y sirve de agarradero a los proeles y gente de las embarcaciones menores que se atracan a bordo.